# Wikipédia en portugais
Wikipédia en portugais (en portugais : Wikipédia em português, Wikipédia em língua portuguesa ou Wikipédia lusófona) est l’édition de Wikipédia en portugais, langue ibéro-romane parlée au Portugal, au  Brésil et dans le monde lusophone. L'édition est lancée le 11 mai 2001. Son code est : pt.
Au 20 mars 2025, l'édition en portugais contient 1 145 556 articles et compte 3 202 426 contributeurs, dont 8 557 contributeurs actifs et 52 administrateurs.

## Historique et présentation

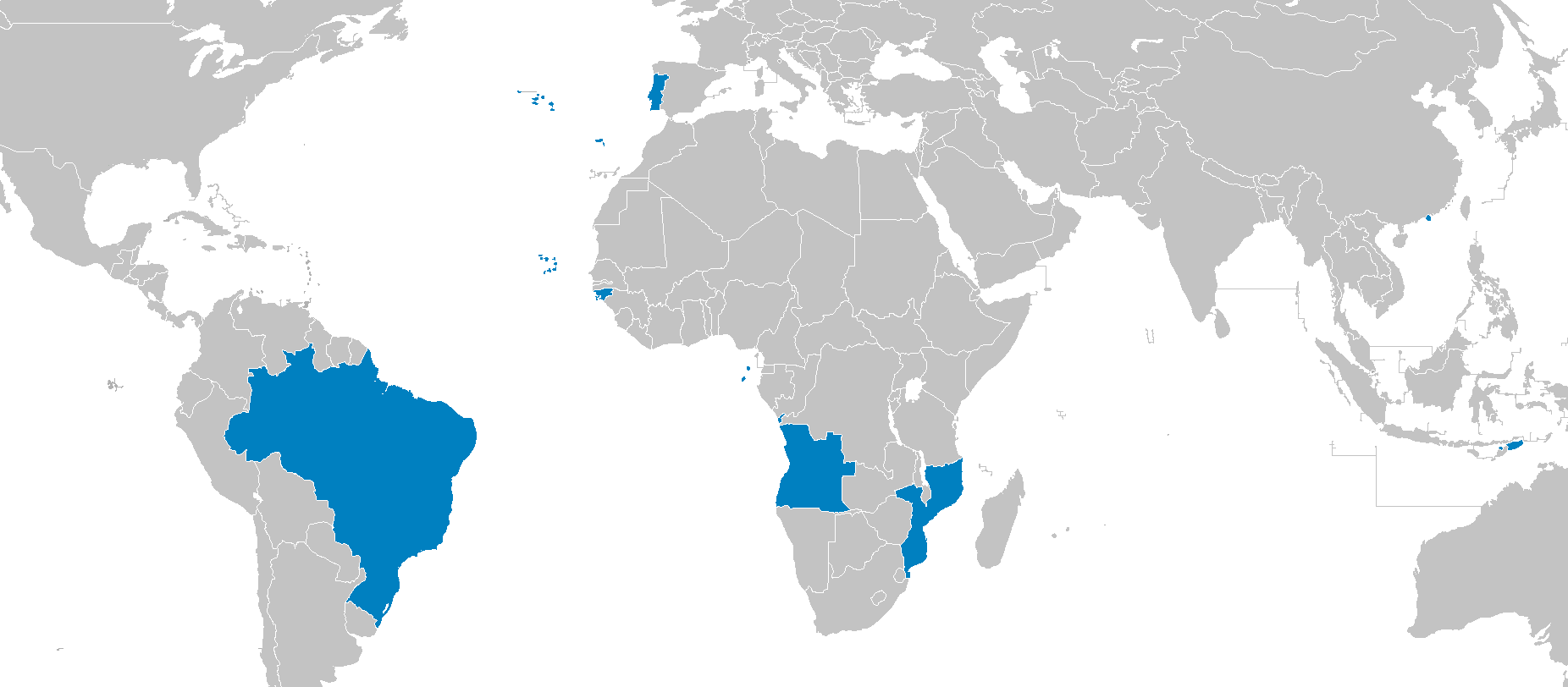
Le monde lusophone.

La Wikipédia lusophone est officiellement lancée le 11 mai 2001, en même temps qu'un certain nombre d'autres versions linguistiques, dont la Wikipédia en français et la Wikipédia en allemand. À cette période, elle est alors accessible à l'adresse portuguese.wikipedia.com. 
À la fin de 2004, la croissance s'améliore rapidement. Au cours du mois de mai 2005, il surpasse le nombre d'éditions en espagnol et en italien. En mai 2004, il devient la dix-septième Wikipédia la plus chiffrée en articles.

## Statistiques
- Le 26 janvier 2006, l'édition en portugais atteint les 100 000 articles[3].
- En octobre 2007, le Wikipédia lusophone dépasse les 300 000 articles.
- En juin 2008, elle dépasse la barre des 400 000 articles.
- Le 13 août 2009, elle atteint 500 000 articles.
- Le 23 juillet 2012, elle atteint 743 928 articles.
- Le 11 juillet 2013, elle compte 787 123 articles et 1 165 905 utilisateurs, ce qui fait la 12e version de Wikipédia en nombre d'articles.
- Le 30 mai 2016, elle compte 922 495 articles.
- Le 26 juin 2018, elle atteint le millionième article.
- Le 28 octobre 2022, elle contient 1 096 119 articles et compte 2 823 841 contributeurs, dont 8 292 contributeurs actifs et 53 administrateurs.
- Le 9 août 2024, elle contient 1 130 823 articles et compte 3 108 604 contributeurs, dont 8 032 contributeurs actifs et 50 administrateurs.

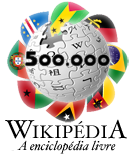
Au passage de 500 000 articles en 2009.
Au passage d'un million d'articles en 2018.

## Caractéristiques

Les pays où la Wikipédia en portugais est la plus populaire apparaissent en mauve.

La Wikipédia en portugais est éditée majoritairement par des utilisateurs venant des pays lusophones (Angola, Brésil, Cap-Vert, Guinée-Bissau, Macao, Mozambique, Portugal...).

## Fonctionnement
Comparée aux autres versions de Wikipédia, la Wikipédia en portugais possède un aspect différent quant aux articles. L'édition des articles requiert que ses rédacteurs aient effectué un minimum de 15 « bonnes contributions » pour qu'ils aient accès à l'ensemble des outils d'édition, tels la création d'article.
Le sort des pages proposées à la suppression n'est pas décidé par le biais d'un consensus mais par une proportion de votes. Si la proportion des votes supprimer/conserver atteint 2/3, la page est supprimée, idem pour les modifications suivantes. La page de discussion est conservée pendant maximum sept jours, après lequel un administrateur, ou contributeur, clôturera le débat. Elle ne sera pas supprimée si un débat ne s'est pas dégagé d'ici-là. Les contributeurs n'ont pas besoin d'argumenter leurs votes. Pour gagner ce droit, les contributeurs doivent se connecter, avoir participé à l'encyclopédie pendant au moins 90 jours, et posséder 300 modifications valides.
Les images en fair use ont toujours été interdites. Cependant, des débats ont été engagés, concernant les règles du fair use.